# Тейхманис, Атис
Атис Тейхманис (латыш. Atis Aleksandrs Teihmanis, нем. Atis Teichmann; 15 апреля 1907, Либава — 8 мая 1987) — латвийский виолончелист.
Сын столяра. С 1920 г. учился в Лиепае в музыкальной школе Габриэля Виккера, для заработка играл в лиепайских кинотеатрах. В 1925—1930 гг. студент Латвийской консерватории (класс виолончели Альфреда Озолиньша). В дальнейшем совершенствовал своё мастерство в Париже у Жерара Эккинга и Мориса Эйзенберга и в Зальцбурге у Людвига Хёльшера.
С 1928 года выступал в концертах Латвийского радио, в 1932—1944 гг. концертмейстер виолончелей в оркестре Латвийского радио. Одновременно с 1933 года выступал в составе так называемого Трио профессора Витола, с пианистом Янисом Кепитисом и скрипачом Волдемаром Рушевицем — всем троим выпускникам консерватории протежировал её директор Язеп Витолс. С 1940 г. доцент Латвийской консерватории, играл в составе Латвийского струнного квартета.
В конце 1944 г. перед наступлением советских войск бежал в Германию. В 1945 г. вместе с другими музыкантами-беженцами — Арвидом Норитисом, Рушевицем и Эдуардом Винертом — восстановил Латвийский струнный квартет, в составе которого выступал в разных странах Европы до 1947 г. Затем жил и работал во Фрайбурге, профессор виолончели Фрайбургской высшей школы музыки, среди его учеников Бертольд Хуммель. В составе фортепианного трио Карла Зеемана гастролировал на рубеже 1940—1950-х гг. в Италии, Греции, Турции, Индии. Пропагандировал в Германии музыку Таливалдиса Кениньша.
Два портрета Тейхманиса написал Арнолдс Мазитис.
Жена Эдите Тейхмане (урождённая Видзирксте; 1926—2016), сестра художника Сигурда Видзирксте; позировала Валдемару Тоне для картины «Девушка-беженка» (1948). Пятеро детей, из которых младший — виолончелист Юрис Тейхманис.